# Колоказия гигантская
Колоказия гигантская (лат. Colocasia gigantea) — крупное тропическое растение из рода Колоказия, семейства Ароидные (Araceae).
Этот вид распространён на острове Ява и полуострове Малакка.
Род Колоказия включает полтора десятков видов растений, произрастающих в Юго-Восточной Азии, из них Колоказия гигантская достигает максимальных размеров.
Колоказия гигантская достигает в высоту 3 метров .
Листья широкие, сердцевидные . Имеет клубневидное корневище. Соцветие — початок, длиной до 20 см .
Имеются различные разновидности этого вида Колоказий .